# Volksabstimmungen in der Schweiz 1992
Dieser Artikel bietet eine Übersicht der Volksabstimmungen in der Schweiz im Jahr 1992.
In der Schweiz fanden auf Bundesebene 16 Volksabstimmungen statt, im Rahmen von vier Urnengängen am 16. Februar, 17. Mai, 27. September und 6. Dezember. Dabei handelte es sich um vier Volksinitiativen, zehn fakultative Referenden und zwei obligatorische Referenden.

## Abstimmungen am 16. Februar 1992

### Ergebnisse
| Nr. | Vorlage | Art | Stimm- berechtigte | Abgegebene Stimmen | Beteiligung | Gültige Stimmen | Ja      | Nein      | Ja-Anteil | Nein-Anteil | Stände | Ergebnis |
| --- | --- | --- | ------------------ | ------------------ | ----------- | --------------- | ------- | --------- | --------- | ----------- | ------ | -------- |
| 373 | Eidgenössische Volksinitiative «für eine finanziell tragbare Krankenversicherung (Krankenkasseninitiative)»              | VI  | 4'515'485          | 2'004'983          | 44,40 %     | 1'968'545       | 772'995 | 1'195'550 | 39,27 %   | 60,73 %     | 1:22   | nein     |
| 374 | Eidgenössische Volksinitiative «zur drastischen und schrittweisen Einschränkung der Tierversuche (Weg vom Tierversuch!)» | VI  | 4'515'485          | 2'009'400          | 44,50 %     | 1'982'134       | 864'898 | 1'117'236 | 43,63 %   | 56,37 %     | 3½:19½ | nein     |

### Krankenkasseninitiative
Seit den frühen 1970er Jahren waren alle Versuche gescheitert, die finanziellen Probleme der Krankenversicherung zu entschärfen, weshalb das Konkordat der schweizerischen Krankenkassen im April 1985 eine Volksinitiative einreichte. Die Zahl der Unterschriften (390'273) stellte dabei einen neuen Rekord dar. Gefordert wurden eine bedarfsgerechte und wirtschaftliche Ausgestaltung der Krankenversicherung, die Durchführung der Grundversicherung durch anerkannte Krankenkassen, eine Stützung wirtschaftlich schwächerer Versicherter durch Beiträge der Kantone und eine Koordination des Sozialversicherungsrechts. Die wichtigste Forderung betraf eine Übergangsbestimmung, welche die Erhöhung der Bundesbeiträge an die Krankenkassen von 1,3 auf rund 4 Milliarden Franken jährlich vorsah. Der Bundesrat und das Parlament wiesen das Begehren zurück; erstens seien die zusätzlichen Bestimmungen in einem Gesetz besser aufgehoben, zweitens sei die geplante Beitragserhöhung viel zu gross. Als eine Art indirekten Gegenvorschlag verabschiedete das Parlament eine auf fünf Jahre befristete Erhöhung der Bundessubventionen um 300 Millionen jährlich. Die linken Befürworter argumentierten, dass mit der generellen Prämienverbilligung die niedrigen Einkommen sofort wirksam entlastet würden. Dem hielten die bürgerlichen Parteien (aber auch die Grünen) entgegen, dass die Initiative keine Anreize zu kostensparendem Verhalten biete. Vielmehr führe die pauschale Ausrichtung von Milliardenbeträgen zu einer kostentreibenden Monopolstellung der anerkannten Krankenkassen zulasten der Privatversicherer. Drei Fünftel der Abstimmenden lehnten die Vorlage ab, nur im Kanton Uri resultierte eine knappe Ja-Mehrheit.

### Einschränkung der Tierversuche
Knapp ein Jahr nach der Ablehnung der Initiative für die Abschaffung der Vivisektion reichte der Schweizer Tierschutz im Oktober 1986 eine weniger radikale Volksinitiative ein. Sie forderte ein Verbot von Tierversuchen, die einem Tier Schmerzen, Leiden oder Schäden zufügen. Bewilligungen, die weder für die Erhaltung von Leben noch für die Heilung oder Linderung erheblichen Leidens bedeutsam sind, sollten nur mit äusserster Zurückhaltung erteilt werden dürfen. Zudem sollten die Tierschutzorganisationen das Recht erhalten, gegen Bewilligungen der Behörden Beschwerde einzureichen. Wie der Bundesrat wies auch das Parlament die Initiative zurück, beschloss jedoch eine Verschärfung des Tierschutzgesetzes, der insbesondere im Vollzugsbereich substanzielle Verbesserungen enthielt. Trotz dieser Zugeständnisse zog das Initiativkomitee sein Begehren nicht zurück. In der Abstimmungskampagne setzten beide Seiten auf die emotionale Dimension des Themas. Linke Parteien sowie diversen Tier- und Umweltschutzorganisationen prangerten Tierversuche an, deren Zweckmässigkeit selbst von Experten angezweifelt werde. Bürgerliche und rechtsnationale Parteien, aber auch die Vertreter der chemischen Industrie und die Ärzteschaft, wiesen auf zurzeit unheilbare Krankheiten hin, die eventuell nur dank Tierversuchen überhaupt behandelbar sein könnten. Ebenso führten sie an, dass das revidierte Tierschutzgesetz mehrere Forderungen der Initianten bereits erfülle. Etwas weniger als drei Fünftel der Abstimmenden lehnten die Vorlage ab, mit Ja-Mehrheiten in den Kantonen Appenzell Ausserrhoden, Bern, Graubünden und Zürich.

## Abstimmungen am 17. Mai 1992

### Ergebnisse
| Nr. | Vorlage | Art | Stimm- berechtigte | Abgegebene Stimmen | Beteiligung | Gültige Stimmen | Ja        | Nein      | Ja-Anteil | Nein-Anteil | Stände | Ergebnis |
| --- | --- | --- | ------------------ | ------------------ | ----------- | --------------- | --------- | --------- | --------- | ----------- | ------ | -------- |
| 375 | Bundesbeschluss über den Beitritt der Schweiz zu den Institutionen von Bretton Woods                                                 | FR  | 4'516'994          | 1'753'457          | 38,81 %     | 1'654'238       | 0'923'685 | 0'730'553 | 55,84 %   | 44,16 %     | –      | ja       |
| 376 | Bundesgesetz über die Mitwirkung der Schweiz an den Institutionen von Bretton Woods                                                  | FR  | 4'516'994          | 1'753'278          | 38,81 %     | 1'648'183       | 0'929'929 | 0'718'254 | 56,42 %   | 43,58 %     | –      | ja       |
| 377 | Bundesgesetz über den Schutz der Gewässer (Gewässerschutzgesetz)                                                                     | FR  | 4'516'994          | 1'771'843          | 39,22 %     | 1'742'946       | 1'151'706 | 0'591'240 | 66,08 %   | 33,92 %     | –      | ja       |
| 378 | Gegenentwurf der Bundesversammlung zur Volksinitiative «gegen Missbräuche der Fortpflanzungs- und Gentechnologie beim Menschen»      | VI  | 4'516'994          | 1'770'487          | 39,20 %     | 1'721'687       | 1'271'052 | 0'450'635 | 73,83 %   | 26,17 %     | 22:1   | ja       |
| 379 | Bundesbeschluss über die Einführung eines Zivildienstes für Dienstverweigerer                                                        | OR  | 4'516'994          | 1'772'139          | 39,22 %     | 1'747'704       | 1'442'263 | 0'305'441 | 85,52 %   | 17,48 %     | 23:0   | ja       |
| 380 | Schweizerisches Strafgesetzbuch, Militärstrafgesetz (Strafbare Handlungen gegen die sexuelle Integrität), Änderung vom 21. Juni 1991 | FR  | 4'516'994          | 1'768'752          | 39,15 %     | 1'717'327       | 1'255'604 | 0'461'723 | 73,11 %   | 26,89 %     | –      | ja       |
| 381 | Eidgenössische Volksinitiative «zur Rettung unserer Gewässer»                                                                        | VI  | 4'516'994          | 1'771'722          | 39,22 %     | 1'738'070       | 0'644'083 | 1'093'987 | 37,06 %   | 62,94 %     | 0:23   | nein     |

### Beitritt zu Bretton-Woods-Institutionen
Das Ende des Kalten Krieges zwang die Schweiz zu einer Neuausrichtung ihrer Wirtschafts-, Handels- und Finanzbeziehungen. Der Bundesrat plante deshalb einen Beitritt zur Weltbank und zum Internationalen Währungsfonds (IWF), nach ihrem Gründungsort auch Bretton-Woods-Institutionen genannt. 1989 beauftragte er eine Arbeitsgruppe mit der Ausarbeitung einer entsprechenden Strategie. Schliesslich verabschiedete das Parlament zwei geringfügig geänderte Vorlagen, wobei die erste den Beitrittsbeschluss betraf. Sowohl ein Komitee verschiedener Entwicklungshilfeorganisationen als auch ein rechtsnationales Komitee ergriffen das Referendum. Erstere kritisierten den IWF als «internationales Betreibungsamt», das mit einer ausbeuterischen Politik die Entwicklungsländer noch mehr in die Schulden treibe und lediglich auf die Bedürfnisse reicher Staaten zugeschnitten sei. Den Rechtsnationalen wiederum waren die veranschlagten Kosten zu hoch, ausserdem würde die Schweiz ohnehin nur minimale Mitsprachemöglichkeiten erhalten. Die meisten Parteien unterstützten die Vorlage, während SVP und SP gespalten waren. Insbesondere bei letzteren herrschte ein Gegensatz zwischen der befürwortenden Fraktion und der ablehnenden Parteileitung. Auch die Hilfsorganisationen konnten sich nicht auf eine gemeinsame Position einigen. Die Befürworter wiesen darauf hin, dass sich die Schweiz nur als Mitglied für sozial- und umweltverträgliche Reformprogramme einsetzen könne. Eine relativ deutliche Mehrheit der Abstimmenden nahm die Vorlage an.

### Mitwirkung an Bretton-Woods-Institutionen
Neben dem Beitrittsbeschluss stand auch das Ausführungsgesetz, das die Zusammenarbeit der Schweiz mit Weltbank und IWF regelte, zur Abstimmung. Unter anderem sollte die Schweiz in den folgenden fünf Jahren insgesamt rund 433 Millionen Frankren an Beitragsleistungen ausrichten. Ebenso würde die Schweizerische Nationalbank einen Teil ihrer Devisenreserven nicht mehr auf dem amerikanischen Geldmarkt, sondern beim IWF halten. Auch hier ergriffen die beiden Komitees das Referendum, wobei die Argumente dafür und dagegen eng mit dem Beitrittsbeschluss verbunden waren. Die Zustimmung zum Ausführungsgesetz fiel leicht höher aus als beim Beitrittsbeschluss.

### Gewässerschutzinitiative
Der Fischereiverband und acht Umweltschutzverbände reichten im Oktober 1984 eine Volksinitiative ein, die ihre Vorstellungen eines zeitgemässen und umfassenden Gewässerschutzes vorantreiben sollte. Sie verlangte, dass sich die rein wirtschaftlichen Interessen und Vorteile den Zielen des Gewässerschutzes unterzuordnen hätten. Die verbliebenen natürlichen und naturnahen Gewässer sollte zu diesem Zweck fast total unter Schutz gestellt werden. Stark belastete Bäche, Flüsse und Seen sollen saniert werden, und bei neuen sowie bestehenden Stauungen und Wasserentnahmen sollte eine ausreichende Wasserführung gewährleistet sein. Zur Abgeltung notwendiger Eigentumsbeschränkungen sollte ein Bundesfonds geschaffen werden, finanziert durch Beiträge von Wasserkraftwerkbesitzern. Als Reaktion darauf verabschiedete das Parlament eine weniger weit gehende Revision des Gewässerschutzgesetzes, über die am selben Tag abgestimmt wurde (siehe unten). Da sie den Initianten zu wenig weit ging, hielten sie an ihrem Begehren fest. Die mehrheitlich links-grünen Befürworter machten geltend, dass nur mit der Initiative die Gewässer saniert und langfristig geschützt würden. Ausserdem sei die Gewässernutzung nicht gefährdet, sondern würde nur teilweise eingeschränkt. Andererseits hielten die Gegner die Initiative für zu radikal, da die Interessen der Gewässernutzung nicht berücksichtigt würden. Auf Kritik stiess auch der Eingriff in die Gewässerhoheit der Kantone. Mehr als drei Fünftel der Abstimmenden und alle Kantone lehnten die Vorlage ab.

### Gewässerschutzgesetz
Der Bundesrat teilte zwar durchaus die Ziele der Gewässerschutzinitiative (siehe oben), hielt aber die Bestimmungen zur Gewässernutzung für zu streng. Die daraufhin vorgeschlagene Revision des Gewässerschutzgesetzes sollte vor allem unverhältnismässige bauliche Eingriffe verhindern und eine angemessene Restwassermenge festlegen. Grundsätzlich nicht mehr erlaubt sollten Überdeckungen von Bächen sein, während Gewässerkorrektionen schonend ausgeführt werden müssten. Ebenfalls vorgesehen war die Verstärkung des Gewässerschutzes in der Landwirtschaft. Gegen den entsprechenden Beschluss des Parlaments ergriff der Interessenverband Schweizerischer Kleinkraftwerkbesitzer erfolgreich das Referendum. Zu den Gegnern gehörten liberale Parteien, Wirtschaftsverbände, Alpenkantone und Stromproduzenten. Sie befürchteten eine Verringerung der Stromproduktion von bis zu 15 Prozent, was angesichts des vor zwei Jahren beschlossenen AKW-Moratoriums untragbar sei. Die Befürworter gingen von geringeren Produktionseinbussen aus und wiesen darauf hin, dass ein Ausbau der Wasserkraftnutzung auch mit diesem Gesetz weiterhin möglich sei. Ausserdem seien viele der Kleinwasserkraftwerke überhaupt nicht von der Neuregelung der Restwassermenge betroffen. Fast zwei Drittel der Abstimmenden nahmen die Vorlage an, wobei in einigen Bergkantonen zum Teil eine massive Ablehnung resultierte.

### Fortpflanzungs- und Gentechnologie
Die grossen Fortschritte in der Fortpflanzungsmedizin und in der Gentechnologie führten zunehmend zu Forderungen nach einer staatlicher Regelung, um Missbräuche zu verhindern. 1987 reichte die Zeitschrift Beobachter eine Volksinitiative ein, der den Bund beauftragen sollte, Vorschriften über den künstlichen Umgang mit menschlichem Keim- und Erbgut zu erlassen. Im September 1989 hielt der Bundesrat in seiner Botschaft fest, dass er die Grundanliegen der Initiative teile. Der von ihm präsentierte Gegenentwurf könne jedoch die neuen Technologien umfassender und präziser, ausserdem würde auch die Tier- und Pflanzenwelt miteinbezogen. Das Parlament verschärfte den Gegenentwurf in mehreren Punkten (beispielsweise ein Verbot von Leihmutterschaften und eine strengere Regelung der In-vitro-Fertilisation), worauf das Initiativkomitee sein Begehren zurückzog. Die nun vorliegende Verfassungsänderung sollte insbesondere den Schutz der Menschenwürde, der Persönlichkeit und der Familie garantieren, ebenso die Würde der Kreatur sowie die Sicherheit von Mensch, Tier und Umwelt. Fast alle Parteien unterstützten die Vorlage. Sie schaffe Leitplanken für die Schlüsseltechnologien der Zukunft und verhindere fatale Entwicklungen. Gegen die Initiative sprachen sich die LPS und Rechtsaussenparteien aus. Während sie den einen zu wenig weit ging, war sie den anderen zu liberal. Fast drei Viertel der Abstimmenden nahmen die Verfassungsänderung an, einzig im Kanton Wallis gab es eine Nein-Mehrheit.

### Einführung eines Zivildiensts
Im Gegensatz zu den meisten anderen europäischen Staaten kannte die Schweiz noch immer keinen Zivildienst, auch wenn Militärdienstverweigerer seit einem Jahr nicht mehr strafrechtlich belangt wurden, wenn sie glaubhaft einen Gewissenskonflikt darlegen konnten. Mit dem Ende des Kalten Kriegs schwand der Widerstand gegen einen zivilen Ersatzdienst. Als Reaktion auf eine parlamentarische Initiative von SP-Nationalrat Helmut Hubacher kam eine Kommission des Nationalrates zum Schluss, dass die Schaffung eines Zivildienstes unter Beibehaltung der allgemeinen Wehrpflicht möglich sei. Dieser müsse jedoch eine Ausnahme bleiben. Details wie die Frage nach dem Motiv der Verweigerung oder die Dauer des Zivildienstes sollten auf Gesetzesstufe geregelt werden. Die Vorlage war weitgehend unbestritten, sodass kaum eine eigentliche Abstimmungskampagne stattfand. Um ihrem Anliegen zusätzlich Nachdruck zu verleihen, schlossen sich rund hundert Parlamentarier aus fast allen Parteien zu einem Unterstützungskomitee zusammen. Es liege auf der Hand, dass ein Dienst im Sinne der Gemeinnützigkeit mehr bringe als eine Gefängnisstrafe. Die wenigen Gegner von der LPS und der extremen Rechten beschworen das drohende Ende der allgemeinen Wehrpflicht und eine geschwächte Armee herauf, konnten damit jedoch kaum jemanden überzeugen. Über vier Fünftel der Abstimmenden und alle Kantone stimmten der Verfassungsänderung zu.

### Reform des Sexualstrafrechts
Das im Strafgesetzbuch geregelte Sexualstrafrecht war seit 1942 unverändert geblieben und entsprach somit nicht mehr den seither geänderten Moralvorstellungen. Nach fast 15 Jahre dauernden Vorarbeiten präsentierte der Bund im Juni 1985 einen ersten Revisionsentwurf, auf den langwierige parlamentarische Diskussionen folgten. Schliesslich konnte sich beide Parlamentskammern im Juni 1991 einigen, wobei gleichzeitig auch das Militärstrafgesetz angepasst werden musste. Das Schutzalter von 16 Jahren blieb unverändert, allerdings sollten sexuelle Handlungen von Jugendlichen bei einem Altersunterschied von unter drei Jahren straflos sein. Vergewaltigung in der Ehe sollte ausdrücklich strafbar werden, wenn auch als Antragsdelikt. Für harte Pornografie war ein absolutes Verbot vorgesehen, ebenso sollte die Ausnützung von Abhängigkeiten weitaus umfassender als bisher geahndet werden. Gegen die Gesetzesrevision ergriffen die EDU und der Verein «Ja zum Leben» das Referendum. Sie waren der Meinung, das Gesetz akzeptiere Unzucht, stelle die Homosexualität rechtlich der Heterosexualität gleich und unterlaufe das Schutzalter. Somit seien die neuen Bestimmungen ein Angriff auf die guten Sitten und den christlichen Glauben. Die breite Front der Befürworter hielt dem entgegen, die Revision ermögliche primär eine längst fällige Anpassung der fünf Jahrzehnte alten Bestimmungen an die gewandelten Verhaltensweisen und Moralvorstellungen. Ausserdem stehe die Reform im Einklang mit der UN-Kinderrechtskonvention. Fast drei Viertel der Abstimmenden nahmen die Vorlage an, einzig im Kanton Wallis gab es eine Nein-Mehrheit.

## Abstimmungen am 27. September 1992

### Ergebnisse
| Nr. | Vorlage | Art | Stimm- berechtigte | Abgegebene Stimmen | Beteiligung | Gültige Stimmen | Ja        | Nein      | Ja-Anteil | Nein-Anteil | Stände | Ergebnis |
| --- | --- | --- | ------------------ | ------------------ | ----------- | --------------- | --------- | --------- | --------- | ----------- | ------ | -------- |
| 382 | Bundesbeschluss über den Bau der schweizerischen Eisenbahn-Alpentransversale (Alpentransit-Beschluss)                                                                                            | FR  | 4'533'617          | 2'080'785          | 45,90 %     | 2'052'962       | 1'305'914 | 747'048   | 63,61 %   | 36,39 %     | –      | ja       |
| 383 | Bundesgesetz über den Geschäftsverkehr der Bundesversammlung sowie über die Form, die Bekanntmachung und das Inkrafttreten ihrer Erlasse (Geschäftsverkehrsgesetz), Änderung vom 4. Oktober 1991 | FR  | 4'533'617          | 2'058'710          | 45,40 %     | 1'891'317       | 1'097'185 | 794'132   | 58,01 %   | 41,99 %     | –      | ja       |
| 384 | Bundesgesetz über die Stempelabgaben, Änderung vom 4. Oktober 1991 | FR  | 4'533'617          | 2'070'537          | 45,66 %     | 2'001'930       | 1'230'579 | 771'351   | 61,47 %   | 38,53 %     | –      | ja       |
| 385 | Bundesgesetz über das bäuerliche Bodenrecht | FR  | 4'533'617          | 2'069'711          | 45,65 %     | 1'975'408       | 1'058'317 | 917'091   | 53,57 %   | 46,43 %     | –      | ja       |
| 386 | Bundesgesetz über die Bezüge der Mitglieder der eidgenössischen Räte und über die Beiträge an die Fraktionen (Entschädigungsgesetz), Änderung vom 4. Oktober 1991                                | FR  | 4'533'617          | 2'065'103          | 45,54 %     | 1'967'722       | 0'542'768 | 1'424'954 | 27,58 %   | 72,42 %     | –      | nein     |
| 387 | Bundesgesetz über die Beiträge an die Infrastrukturkosten der Fraktionen und der Mitglieder der eidgenössischen Räte (Infrastrukturgesetz)                                                       | FR  | 4'533'617          | 2'061'749          | 45,47 %     | 1'930'081       | 590'484   | 1'339'597 | 30,59 %   | 69,41 %     | –      | nein     |

### Neue Eisenbahn-Alpentransversale
Im Zusammenhang mit dem Konzept Bahn 2000 erhielt auch das seit den 1960er Jahren geplante Projekt Neue Eisenbahn-Alpentransversale (NEAT) neuen Schwung. 1987 präsentierte eine Expertenkommission erste konkrete Vorschläge. Aufgrund der Ergebnisse der Vernehmlassung entschied sich der Bundesrat im Mai 1990 für eine Kompromisslösung mit zwei neuen Basistunneln am Gotthard und am Lötschberg sowie mehreren Anschlüssen in Richtung Ost- und Westschweiz. Linke und Grüne wehrten sich in der parlamentarischen Debatte vergeblich gegen die befürchtete «Transitlawine» und für zusätzliche flankierende Massnahmen zum Schutz der Umwelt. Ebenfalls keine Chance hatten neue Variantenvorschläge. Schliesslich verabschiedeten beide Parlamentskammern die Vorlage mit deutlicher Mehrheit. Gegen diesen Beschluss ergriffen drei Komitees das Referendum. Grüne und Umweltschutzverbände argumentieren, die NEAT sei überdimensioniert und führe zu zusätzlicher Umweltbelastung. Die Automobilverbände hielten die Kosten für zu hoch und kritisierten die Teilfinanzierung über Treibstoffzölle. Schliesslich fand ein Komitee aus dem Kanton Uri, dass die Interessen der Bevölkerung zu wenig berücksichtigt würden. Bei den meisten Parteien und allen Wirtschaftsverbänden herrschte hingegen die Meinung vor, die NEAT sei die einzige Möglichkeit, den stetig wachsenden Güterverkehr ohne Zwang auf die Schiene zu bringen. Ausserdem komme die Halbierung der Fahrzeiten zwischen der Nord- und der Südschweiz nicht nur der Wirtschaft und den Reisenden zugute, sondern auch dem Umweltschutz. Knapp zwei Drittel der Abstimmenden nahmen die Vorlage an.

### Geschäftsverkehrsgesetz
Zwei parlamentarische Initiativen forderten eine Revision des Geschäftsverkehrsgesetzes, das die Beziehungen sowohl zwischen den beiden Parlamentskammern als auch zwischen dem Parlament und dem Bundesrat regelt. Ihre Ziele waren ein grössere Mitsprache des Parlaments in der Aussenpolitik. So sollte der Bundesrat verpflichtet werden, die beiden Ratspräsidenten und die aussenpolitischen Kommissionen regelmässig, frühzeitig und umfassend über die aussenpolitischen Entwicklungen zu informieren. Vorgesehen war auch eine Beschleunigung der Differenzbereinigung zwischen National- und Ständerat sowie die Aufhebung der bisherigen Amtsdauerbeschränkung für die ständigen Parlamentskommissionen. Die im Parlament unbestrittene Gesetzesrevision stand in einem engen Zusammenhang mit dem Entschädigungsgesetz und dem Infrastrukturgesetz (siehe unten), weshalb ein «Abstimmungskomitee gegen die verdeckte Einführung des Berufsparlamentes» gegen alle drei Vorlagen gleichzeitig das Referendum ergriff. Im Gegensatz zu diesen Referenden schenkte das Komitee dem Geschäftsverkehrsgesetz überhaupt keine Beachtung und lieferte keinerlei Argumente für die Ablehnung. Demgegenüber strichen die Befürworter hervor, dass mit der Informations- und Konsultationspflicht des Bundesrates gegenüber dem Parlament die Demokratie in der Aussenpolitik gestärkt werde. Knapp drei Fünftel der Abstimmenden nahmen die Vorlage an.

### Entschädigungsgesetz
Die parlamentarischen Initiativen, die am Ursprung des Geschäftsverkehrsgesetzes standen, führten zur Ausarbeitung zweier weiterer Gesetze durch das Parlament. Sie waren eng miteinander verknüpft und verfolgten beide das Ziel, die Arbeit der Volksvertreter zu erleichtern. Nicht gerüttelt werden sollte hingegen am Prinzip des Milizparlaments, auch wenn in Realität die meisten Parlamentarier bereits mehr als die Hälfte ihrer Arbeitszeit für die Ratsarbeit aufwendeten und rund ein Drittel effektiv als Berufspolitiker bezeichnet werden konnten. Mit dem Entschädigungsgesetz sollte die jährliche Grundentschädigung der Nationalräte auf 50'000 Franken erhöht werden (die Ständeräte sollten weiterhin von den Kantonen entschädigt werden). Zusätzlich war vorgesehen, das Taggeld auf 400 Franken pro Sitzungstag zu erhöhen. Bei rund 100 Sitzungstagen jährlich ergäbe dies ein durchschnittliches Arbeitsentgelt von 90'000 Franken, das als ordentliches Einkommen versteuert werden muss. Studenten der Handelshochschule St. Gallen ergriffen mit Unterstützung einiger bürgerlicher Parlamentarier und des Gewerbeverbandes das Referendum. Das «Abstimmungskomitee gegen die verdeckte Einführung des Berufsparlamentes» argumentierte, mit den zusätzlichen Ausgaben würden nicht die strukturellen Probleme der Parlamente angegangen, sondern lediglich deren Mitglieder finanziell besser gestellt und das defizitäre Bundesbudget weiter belastet. Ebenso warnte es eindringlich vor dem Übergang zu einem Berufsparlament. Die Befürworter hingegen waren der Ansicht, die höheren Entschädigungen würden einer breiteren Bevölkerungsschicht ein Parlamentsmandat neben der Berufstätigkeit erlauben; gegenwärtig würden Arbeitnehmer und Selbstständige benachteiligt. Fast drei Viertel der Abstimmenden lehnten die Vorlage ab.

### Infrastrukturgesetz
Mit dem Infrastrukturgesetz sollte der finanzielle Aufwand der Parlamentarier besser entschädigt werden. Mit einem steuerbefreiten Beitrag von 30'000 Franken jährlich sollte es den Mitgliedern beider Räte ermöglicht werden, persönliche Mitarbeiter anzustellen oder externe Aufträge im Rahmen ihrer Ratstätigkeit zu erteilen. Die Mitarbeiter sollten nicht nur für die unmittelbare Parlamentsarbeit (administrative oder wissenschaftliche Belange) eingesetzt werden dürfen, sondern auch als Entlastung im eigentlichen Beruf (beispielsweise Stellvertretung für Landwirte während den Sessionen). Darüber hinaus sollte jedes Ratsmitglied zusätzlich 24'000 Franken jährlich für die Deckung von Infrastrukturkosten wie Büromaterial oder -miete erhalten. Das Aktionskomitee warnte auch hier vor dem drohenden Übergang zu einem Berufsparlament, während die Befürworter darauf hinwiesen, dass die bisherigen finanziellen Entschädigungen nicht mehr dem Aufwand für eine verantwortungsbewusste Ausübung des Mandats entsprächen. Etwas mehr als zwei Drittel der Abstimmenden lehnten die Vorlage ab, lediglich im Kanton Genf resultierte eine knappe Ja-Mehrheit.

### Stempelabgaben
Eine Reform der Stempelabgaben war am 2. Juni 1991 an der Ablehnung der Neuordnung der Bundesfinanzen durch Volk und Stände gescheitert. Kurz darauf arbeitete die zuständige Nationalratskommission eine neue Vorlage aus, ohne die Reform diesmal mit anderen finanzpolitischen Geschäften zu verknüpfen. Die Emissionsabgabe auf Anteilen an Anlagefonds sollte aufgehoben werden, ebenso die Besteuerung von Sitzverlegungen, Fusionen, Aufspaltungen und Umwandlungen von Gesellschaften. Der Erwerb und die Weitergabe von Wertschriften sollte nicht mehr stempelsteuerpflichtig sein, ebenso Geldmarktpapiere sowie Geschäfte, bei denen ausländische Obligationen in fremder Währung oder ausländische Aktien ausgegeben werden. Schliesslich sollte die Umsatzabgabe auf der Vermittlung ausländischer Obligationen zwischen zwei ausländischen Vertragsparteien aufgehoben werden. Als Kompensation war eine Ausdehnung der Emissionsabgabe auf schweizerische Obligationen vorgesehen, dennoch war mit Mindereinnahmen von rund 420 Millionen Franken zu rechnen. Gegen die Reform ergriffen die links-grünen Parteien das Referendum, da sie darin ein Steuergeschenk an Grossbanken sahen. Bürgerliche und rechte Parteien hielten die Revision für unerlässlich, um die internationale Wettbewerbsfähigkeit der Banken und Finanzgesellschaften zu erhalten. Etwas mehr als drei Fünftel der Abstimmenden hiessen die Vorlage gut.

### Bäuerliches Bodenrecht
Bodenspekulation und ein veraltetes, auf mehrere gesetzliche Bestimmungen verteiltes Bodenrecht hemmten die Landwirte bei der dringend notwendigen Anpassung an den landwirtschaftlichen Strukturwandel. Mit der vom Bundesrat präsentierten Reform sollte das bäuerliche Bodenrecht zusammengefasst und vereinfacht werden, um den Bauernbetrieben langfristig die Verfügung über ausreichenden, preisgünstigen Boden zu ermöglichen. Nach langwierigen Verhandlungen und Differenzbereinigungen verabschiedeten beide Kammern das Gesetz mit grosser Mehrheit. Dessen Kernstück bildete die Bevorzugung der Selbstbewirtschafter beim Erwerb eines landwirtschaftlichen Gewerbes oder Grundstückes, der zudem zu einem tragbaren Preis möglich sein sollte. Ausserfamiliäre Verkäufe sollten bewilligungspflichtig sein und nur erlaubt werden, wenn der Preis nicht überhöht ist, der Käufer Selbstbewirtschafter ist oder ein Kapitalanleger das Objekt zum Erhalt oder zur Schaffung eines Pachtbetriebes erwirbt. Gegen diesen Beschluss ergriffen die LPS und Arbeitgeberverbände das Referendum. Die Gegner (zu denen auch die FDP und der LdU gehörten) kritisierten in erster Linie das Selbstbewirtschafterprinzip, mit dem der Grossteil des landwirtschaftlichen Bodens einer kleinen Gruppe vorbehalten und das Pachtwesen beseitigt werde. Dies verletzte die Eigentumsfreiheit und verhindere den Strukturwandel. Die Befürworter argumentierten, dass gerade die Bevorzugung von Selbstbewirtschaftern das bäuerliche Grundeigentum fördere; ausserdem seien die Eingriffe in die Eigentumsfreiheit sanft und auf das Notwendige beschränkt. Eine relativ knappe Mehrheit der Abstimmenden nahm die Vorlage an.

## Abstimmung am 6. Dezember 1992

### Ergebnis
| Nr. | Vorlage                                                     | Art | Stimm- berechtigte | Abgegebene Stimmen | Beteiligung | Gültige Stimmen | Ja        | Nein      | Ja-Anteil | Nein-Anteil | Stände | Ergebnis |
| --- | ----------------------------------------------------------- | --- | ------------------ | ------------------ | ----------- | --------------- | --------- | --------- | --------- | ----------- | ------ | -------- |
| 388 | Bundesbeschluss über den Europäischen Wirtschaftsraum (EWR) | OR  | 4'546'571          | 3'580'094          | 78,73 %     | 3'549'580       | 1'762'872 | 1'786'708 | 49,66 %   | 50,34 %     | 7:16   | nein     |

### Beitritt zum EWR
Nach drei Jahre dauernden Verhandlungen unterzeichneten die Mitgliedsstaaten der Europäischen Gemeinschaft (EG) und der Europäischen Freihandelsassoziation (EFTA) – darunter die Schweiz – im Mai 1992 ein Abkommen über die Schaffung eines gemeinsamen Europäischen Wirtschaftsraums (EWR). Es basierte im Wesentlichen auf den so genannten vier Freiheiten: freier Warenverkehr, freier Personenverkehr, freier Dienstleistungsverkehr und freier Kapitalverkehr. Der Bundesrat, die Mitteparteien und die Wirtschaft sahen den EWR-Beitritt als annehmbaren Mittelweg zwischen der ausschliesslich punktuell-pragmatischen Integrationspolitik der Vergangenheit und einem Beitritt zur EG (bzw. zur späteren EU). Hingegen befürchteten die Linken Lohndumping sowie Rückschritte im Umwelt- und im Konsumentenschutz. Ganz besonders energischen Widerstand leisteten die SVP unter der Führung von Nationalrat Christoph Blocher, die AUNS und kleine Rechtsaussenparteien. Sie argumentierten, die Schweiz werde fremden Recht unterstellt und zu einem «Satelliten der EU» degradiert; letztlich gefährde der EWR-Beitritt die Unabhängigkeit des Landes und führe zu Masseneinwanderung. Fast ein Jahr lang war die EWR-Abstimmung das dominierende Thema in den Medien und in der politisch interessierten Öffentlichkeit. Für zusätzliche Brisanz sorgte das EG-Beitrittsgesuch vom 20. Mai 1992, mit dem sich der Bundesrat weiterhin alle Optionen offenhalten wollte. Die intensiv geführte Abstimmungskampagne führten zu einer historisch hohen Beteiligung. Eine knappe Mehrheit von 50,34 % der Abstimmenden lehnte den EWR-Beitritt ab, während das Ständemehr deutlicher verfehlt wurde. Dabei zeigte sich ein tiefer Graben zwischen der Deutschschweiz und der europafreundlichen Romandie, ebenso zwischen den ländlichen Regionen und den Städten. Die übrigen EFTA-Staaten traten dem EWR bei, darunter auch Liechtenstein, das mit der Schweiz in einer Währungs- und Zollunion verbunden ist. Nach langwierigen Verhandlungen traten 1999 die bilateralen Verträge mit der EU in Kraft, die mit dem EWR-Vertrag vergleichbar sind.